# Castrul roman de la Râu Bărbat
Castrul roman se găsește pe teritoriul localității Râu Bărbat, județul Hunedoara, Transilvania.